# Ленорман, Мария
Мария Анна Аделаида Ленорман (фр. Marie-Anne-Adélaïde Lenormand; 27 мая 1772, Алансон, Франция — 23 июня 1843, Париж, Франция) — французская прорицательница и гадалка.

## Биография
Мария родилась 27 мая 1772 года в Алансоне, небольшом городке неподалёку от Парижа, в семье торговца тканями. Имела врождённые дефекты — одна нога короче другой, плечи перекошены. Родители из-за уродств ребёнка и непонятных способностей, которые их пугали, отдали маленькую дочь в приют при женском монастыре.
В монастырской библиотеке Мария прочитала все книги по нумерологии, магии, эзотерике и другим тайным знаниям. В шестнадцать лет она покинула монастырь и отправилась на заработки в Париж.
В 1790 году вместе с одной из своих подруг Мария открыла собственный гадательный салон на Рю де Турнон (фр. rue de Tournon), где всем желающим предсказывали судьбу при помощи астрологии, карт и других методов. Считается, что после сбывшихся предсказаний Марату, Робеспьеру и Сен-Жюсту Ленорман стали называть Чёрной Марией.
В 1808 году Ленорман была выслана из Франции (по легенде — за предсказание разгрома французской армии в России) и вернулась в Париж только после отречения Наполеона.
В 1828 году Мария Ленорман покинула Париж и уединилась в своём загородном доме. Чтобы узнать своё будущее, к ней приходили такие известные люди своего времени, как Джоаккино Россини, Луи-Филипп, Оноре де Бальзак. Она умерла 23 июня 1843 года в результате халатности врача.

## Знаменитые предсказания
Согласно легендам, Ленорман были даны следующие сбывшиеся предсказания:
- «Вам осталось жить несколько лет, Ваше Величество. Вас ждет гильотина». Через четыре года голова Марии-Антуанетты будет отделена от тела острым ножом гильотины.
- В 1793 году к Ленорман в её салон на Рю де Турнон, пришли Марат, Робеспьер и Сен-Жюст. Она предсказала им всем насильственную смерть. «Вы будете первым», — объявила она Марату. Робеспьер и Сен-Жюст погибнут, через отсечение головы». Через несколько месяцев Марата заколола в собственной ванне Шарлотта Корде, а спустя год Робеспьер и Сен-Жюст были обвинены в государственной измене и казнены.
- Предсказала, что французская армия будет разгромлена русскими войсками, а Наполеона Бонапарта ждет позорная ссылка, одиночество и мучительная смерть.
- Когда Наполеон был взбешен предсказаниями Марии, что он будет разбит русскими войсками, маршал Бернадот сказал, что добудет доказательства, что она мошенница. Под видом богатого коммерсанта он назначил Марии встречу и пригласил её покататься на лодке. Однако Ленорман прямо ему сказала «Вы — маршал Бернадот, и вам суждено стать королём». Удивленный маршал вскочил, лодка перевернулась… Ленорман унесло течение, а маршал выбрался на берег. Мария чудом осталась жива: планка её корсета зацепилась за корягу, плывшую по реке, и гадалку спасли рыбаки. Но в итоге Бернадот стал королём Швеции — Карлом XIV Юханом. В знак благодарности он прислал Марии изящное кольцо с аметистом в резной шкатулке.
- Мария предсказала Александру I, что если он оставит трон, его ждет долгая жизнь. Если не оставит — скорая и страшная смерть. Александр I за предсказание подарил Марии перстень с бриллиантом. Спустя семь лет, в ноябре 1825 года, в Таганроге от менингита умирает Александр I, однако при этом существует гипотеза, что скончался и был похоронен двойник императора, а настоящий русский царь, поверив предсказаниям Марии, отказался от трона и стал отшельником в Сибири под именем Фёдора Кузьмича.
- Через несколько дней после Александра I пришли Павел Пестель и Сергей Муравьев-Апостол. «Вас ждет виселица», — сказала она. «Но в России не вешают дворян», — возразил Муравьев-Апостол. «Значит, для вас сделают исключение», — ответила Мария. И после подавления восстания декабристов, пятеро руководителей были приговорены к казни через повешение. Среди них — Павел Пестель и Сергей Муравьев-Апостол.
- 1829 год. Композитор Джоаккино Россини хочет знать, когда к нему придет настоящий триумф и протягивает Ленорман ноты и просит, чтобы она сделала расклад прямо на них. Мария Ленорман сообщает ему, что он больше не напишет ни одной оперы, а в Париже найдёт только свою смерть. После «Вильгельма Телля» Россини практически прекратил композиторскую деятельность, и стал более известен как изысканный кулинар. В 1868 году он умер в страшных мучениях от ожирения в Париже.
- 1830 год. Король Луи-Филипп требует привести Ленорман в Версаль, чтобы узнать своё будущее. Ленорман долго рассматривает круги на воде и говорит, что Луи-Филиппу суждено пережить своего старшего сына, умрёт он на чужбине и вернётся во Францию лишь после смерти. В итоге старший сын короля Фердинанд, герцог Орлеанский, убит за 6 лет до отречения от престола Луи-Филиппа. Он сам уедет в Англию, где умрёт от неизлечимой болезни печени. Впоследствии останки Луи-Филиппа перевезут на родину и похоронят в королевской усыпальнице.
- 1832 год. Мария Ленорман в гостях у знатной клиентки предсказывает Оноре де Бальзаку, что его ждет роман с иностранкой, а после свадьбы — смерть. Спустя 5 месяцев после женитьбы на польской графине Эвелине Ганской Оноре умрёт.

## Системы гадания Ленорман
По одной из версий, к гаданию на картах её приобщила цыганка, от которой Мария и получила в подарок старую колоду карт.
По другой — эту колоду она случайно обнаружила дома, после возвращения из монастыря. Ей показалось, что карты шевелятся. Она стала перебирать их: одна была теплее, другая — холоднее. Потом всё более отчетливо она стала видеть образ каждой карты: живые лица незнакомых людей, в которых угадывались их судьбы.
Кроме карт, она гадала также по цветам, запахам, по форме головы, капли крови в воде, использовала нумерологию, хрустальные шары, хиромантию.
Считается, что никакой особенной системы гадания у Ленорман не было — она читала карты одним только ей ведомым способом. После смерти Марии Ленорман 23 июня 1843 года никаких особых карт или записок о гадании не сохранилось. Тем не менее, последователи Ленорман полагают, что они частично восстановили (и дополнили) её методы.
Наиболее популярной на сегодняшний день является реконструкция системы Ленорман, предложенная известной фламандской предсказательницей Эрной Друсбеке (нидерл. Erna Droesbeke von Enge).
Существуют две основные разновидности колоды, носящей имя Ленорман. Первая — так называемая Астромифологическая (англ. Astro Mythological Deck), вторая — Цыганская (англ. Gypsy Witch Fortune Telling Playing Cards). Каждая из этих двух колод в свою очередь имеет две модификации:
Большая колода состоит из 52 карт и двух дополнительных карт — «бланок», обозначающих спрашивающего или спрашивающую. Малая колода состоит из 36 (цыганская колода) или 37 карт (астромифологическая колода).

## Фильмы
- «Наполеон» (немой, Франция, 1927), реж. Абель Ганс. Роль Марии Ленорман играет Лиза Карвальо
- «Предсказатели. В конце пути вас ждет виселица… Предсказания Марии Ленорман», ООО «Телеканал ТВ3», Документальный сериал, 2009.
- «История малого оракула Ленорман» (Россия, 1 час 58 минут, 2020), от Анны Огински.